# مارينا نونيز
مارينا نونيز (بالإسبانية: Marina Núñez)‏ هي فنانة تشكيلية وكاتِبة إسبانية، ولدت في 1966 في بالنثيا في إسبانيا.

## وصلات خارجية
- الموقع الرسمي